# Idrís I. Marocký
Idrís I. (arabsky: إدريس الأول), známý také jako Idris ibn Abdillah, byl zakladatelem arabské dynastie Idrísů v části severního Maroka, kde spolupracoval s Berbery, konkrétně s kmenem Awraba. Vládl v letech 788–91. Díky jeho dynastii se z území Maroka stal stát a je považován za zakladatele Maroka. Jeho prapředkem byl i islámský prorok Mohammed.

## Historie
Idrís byl prapravnukem Hasana, syna Fátimy a vnuka islámského proroka Mohameda. Jeho bratři Muhammad al-Nafs al-Zakiya a Ibrahim byli zabiti Abbásovci během nepokojů. Idrís jako jediný vyvázl a přežil i bitvu u Fakhkh v roce 786. Utekl do města Maghreb (v dnešním Maroku). Zde poté založil svou vlastní vládnoucí dynastii.
V roce 789 přijel do Walily, středu římského města Volubilis. Zde bylo objeveno jeho sídlo během expedic archeologů z londýnské univerzity. Sídlo se nacházelo před zdmi římského města, které v jeho období bylo okupováno Berbery z kmene Awraba pod vedení Išaka ibn Mohameda. Oženil se s Kenzou z kmene Awraba a spolu s ní měl syna, svého nástupce Idríse II. Tato událost je považována za konsolidaci a založení dynastie Idrísů a zároveň čtvrtého muslimského států v Maroku – první tři byli království Nekor (710–1019), Barghawata (744–1058) a Midrar (757–976). Podle historika Ibn Khaldouna byl pohřben na okraji svého sídla. Nicméně během období Marínovců byla jeho hrobka objevena a přesunuta do města Moulay Idriss Zerhoun, kde se nachází až dodnes.
Idrís I. dobyl velkou část severního Maroka a jeho syn Idrís II. udělal z města Fes hlavní město jejich dynastie. V roce 789 dobyl město Tlemcen (území dnešního Alžírska), jež se stalo součástí jeho království. Tento úspěch velmi pobouřil vládce abbásovského chalífátu Hárúna ar-Rašída, který poslal svá vojska, aby ho zabila. Idrís byl otráven a zemřel v roce 791. Jeho syn Idrís II. byl vychován kmenem Awraba a v roce 808 opustil město Volubilis a přesídlil do Fesu.